# Ꚑ
Ꚑ (minúscula: ꚑ; Cursiva: Ꚑ ꚑ) es una letra del alfabeto cirílico. La forma de la letra se originó como ligatura de las letras cirílicas Т (Т т Т т) y С (С с С с). Su forma se parece a un T con un ogonek (o cola) en su parte inferior.
Tsse fue utilizado en idioma abjasio, donde representaba la consonante africada eyectiva alveolo-palatal labializada //t͡ɕʼʷ//. Actualmente, este fonema representa una letra cirílica del abjasio, correspondiente a Ҵә.

## Códigos de computación
| Carácter                    | Ꚑ                            | Ꚑ                            | ꚑ                          | ꚑ                          |
| --------------------------- | ---------------------------- | ---------------------------- | -------------------------- | -------------------------- |
| Nombre unicode              | CYRILLIC CAPITAL LETTER TSSE | CYRILLIC CAPITAL LETTER TSSE | CYRILLIC SMALL LETTER TSSE | CYRILLIC SMALL LETTER TSSE |
| Codificaciones              | Decimal                      | hex                          | dec                        | hex                        |
| Unicode                     | 42640                        | U+A690                       | 42641                      | U+A691                     |
| UTF-8                       | 234 154 144                  | EA 9A 90                     | 234 154 145                | EA 9A 91                   |
| Numeric character reference | &#42640;                     | &#xA690;                     | &#42641;                   | &#xA691;                   |